# Antoni Feliks Barciński

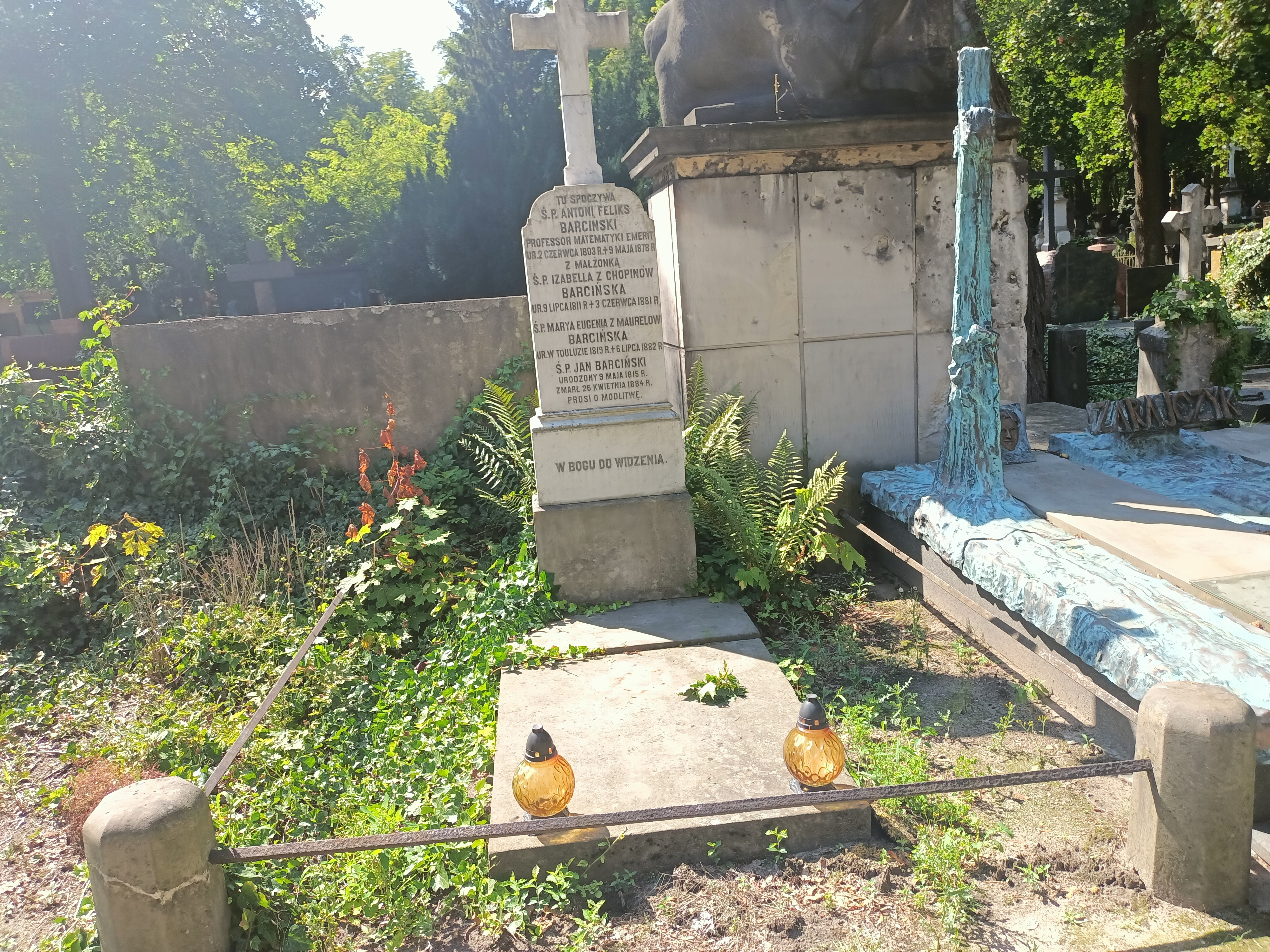
Grób Antoniego Feliksa Barcińskiego na Cmentarzu Powązkowskim w Warszawie

Antoni Feliks Barciński (ur. 26 czerwca 1803 w Lublinie, zm. 9 maja 1878 w Warszawie) – polski matematyk, ekonomista, urzędnik państwowy, nauczyciel.

## Życiorys
Urodził się w Lublinie w rodzinie Walentego, mieszczanina lubelskiego pochodzącego z Radomia i żony jego Małgorzaty z d. Morawskiej. W 1823 z wyróżnieniem ukończył szkołę wojewódzką w Lublinie i podjął studia na Wydziale Filozoficznym Królewskiego Uniwersytetu Warszawskiego. Utrzymywał się z korepetycji oraz był guwernerem na pensji prowadzonej przez małżeństwo Chopinów. Prowadził zajęcia z geometrii analitycznej i algebry w Szkole Przygotowawczej do Instytutu Politechnicznego.
W 1827 został wybrany jako kandydat na stanowisko profesora buchalterii, rachunkowości i korespondencji handlowej planowanego Instytutu Politechnicznego. Na koszt rządu został wysłany na studia do Paryża oraz w podróż naukową do Anglii, Francji, Niemczech, Włoch i Szwajcarii. Po czterech latach powrócił do Warszawy gdzie z powodu powstania listopadowego nie doszło do powstania Instytutu. Rozpoczął pracę w Banku Polskim i do 1841 wykładał matematykę wyższą w Gimnazjum Wojewódzkim powstałym w miejsce Liceum Warszawskiego. W okresie 1836–1837 wykładał matematykę i buchalterię w Instytucie Agronomicznym na Marymoncie.
W 1833 został zatrudniony w kancelarii ordynacji zamojskiej jako buchalter, gdzie pracował kolejne dwadzieścia parę lat. W 1843 zrezygnował z działalności pedagogicznej ponieważ dostał nominację na stanowisko p.o. naczelnika w Wydziale Górnictwa Komisji Rządowej Przychodów i Skarbu i po dwóch latach został naczelnikiem w tej kancelarii. W latach 1845–1849 był członkiem Rady Opiekuńczej Szpitala Dzieciątka Jezus w Warszawie.
W 1854 należał do Komisji Rządowej Spraw Wewnętrznych i Duchownych i był członkiem Rady Przemysłowej. Należał w latach 1860–1861 do Towarzystwa Rolniczego, a w październiku 1862 został wybrany do Rady Miejskiej Warszawy. W 1872 przeszedł na emeryturę.
8 listopada 1834 poślubił Izabellę Chopin, młodszą siostrę Fryderyka Chopina, małżeństwo to pozostało bezdzietne. Zmarł w Warszawie 9 maja 1878 i pochowany został na cmentarzu powązkowskim (kwatera II, rząd 2, grób 9/10).

## Publikacje
1. O giełdzie londyńskiej, Warszawa 1929,
2. O giełdzie paryzkiej: z wyszczególnieniem i opisem wszystkich spekulacji na papiery długów publicznych, Warszawa 1932,
3. O rachunkowości kupieckiej, tom I, II i III Warszawa 1833, 1834, 1835
4. Arytmetyka przemysłowo-handlowa, Warszawa 1935,
5. Popularny wykład początków arytmetyki: obejmujący liczenie, działania na liczbach całkowitych, wiadomość o miarach i wagach, działania na liczbach wielorakich, i zastosowania działań arytmetycznych do rozwiązywania zagadnień z życia potocznego, Warszawa 1843,
6. Buchalteryja podwójna i jej zastosowanie do handlu, bankierstwa i różnych zakładów fabrycznych. 2 Części Warszawa 1876.